# Chmielnik (województwo świętokrzyskie)
Chmielnik – miasto w powiecie kieleckim, w województwie świętokrzyskim. Leży na skrzyżowaniu drogi krajowej nr 73 (Wiśniówka – Jasło), drogi krajowej nr 78 (Chałupki – Chmielnik) oraz drogi wojewódzkiej nr 765 (Chmielnik – Osiek), nad rzeką Wschodnią (prawy dopływ Czarnej Staszowskiej), na pograniczu Niecki Połanieckiej i Pogórza Szydłowskiego. Jest siedzibą miejsko-wiejskiej gminy Chmielnik. Ośrodek handlowo-usługowy. Przemysł materiałów budowlanych i spożywczy. Stacja kolejowa. Zachowany szesnastowieczny układ urbanistyczny, wytyczony przez czworoboczny rynek i sieć prostopadłych ulic.
Od połowy XVI w. do 1689 był jednym z ważniejszych centrów polskiego kalwinizmu. Miasto prywatne Królestwa Kongresowego, położone było w 1827 roku w powiecie szydłowskim, obwodzie stopnickim województwa krakowskiego.
W latach 1956–1961 miasto było siedzibą powiatu chmielnickiego. W latach 1975–1998 miasto administracyjnie należało do woj. kieleckiego.

## Demografia

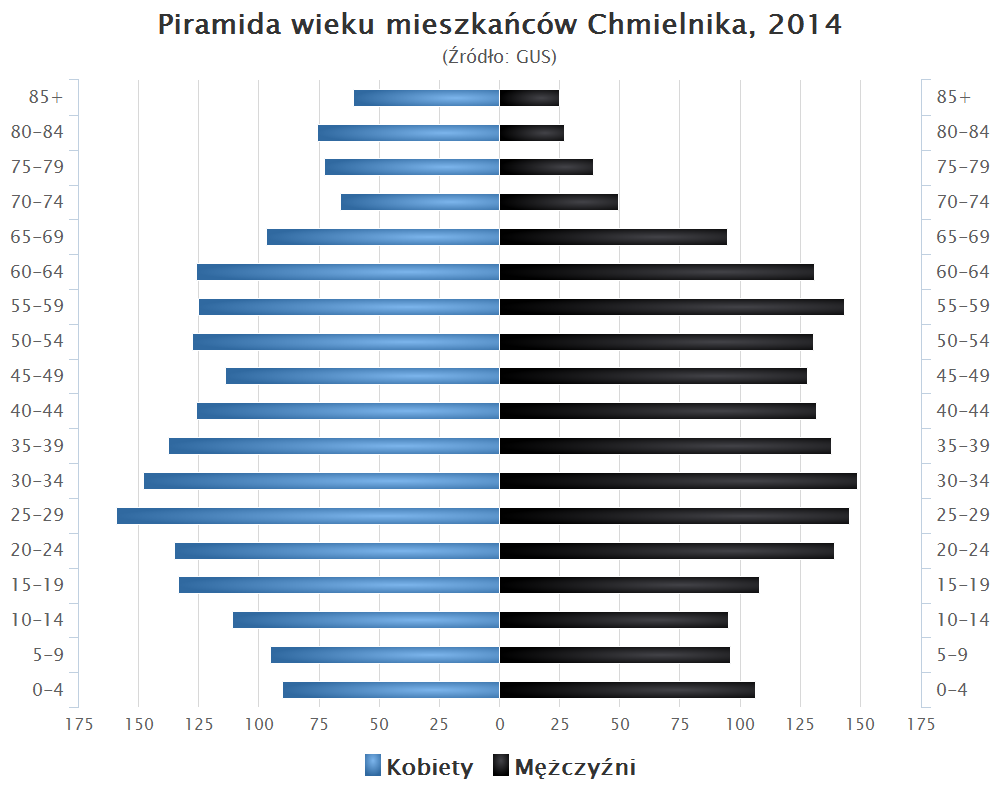
Piramida wieku mieszkańców Chmielnika w 2014 roku

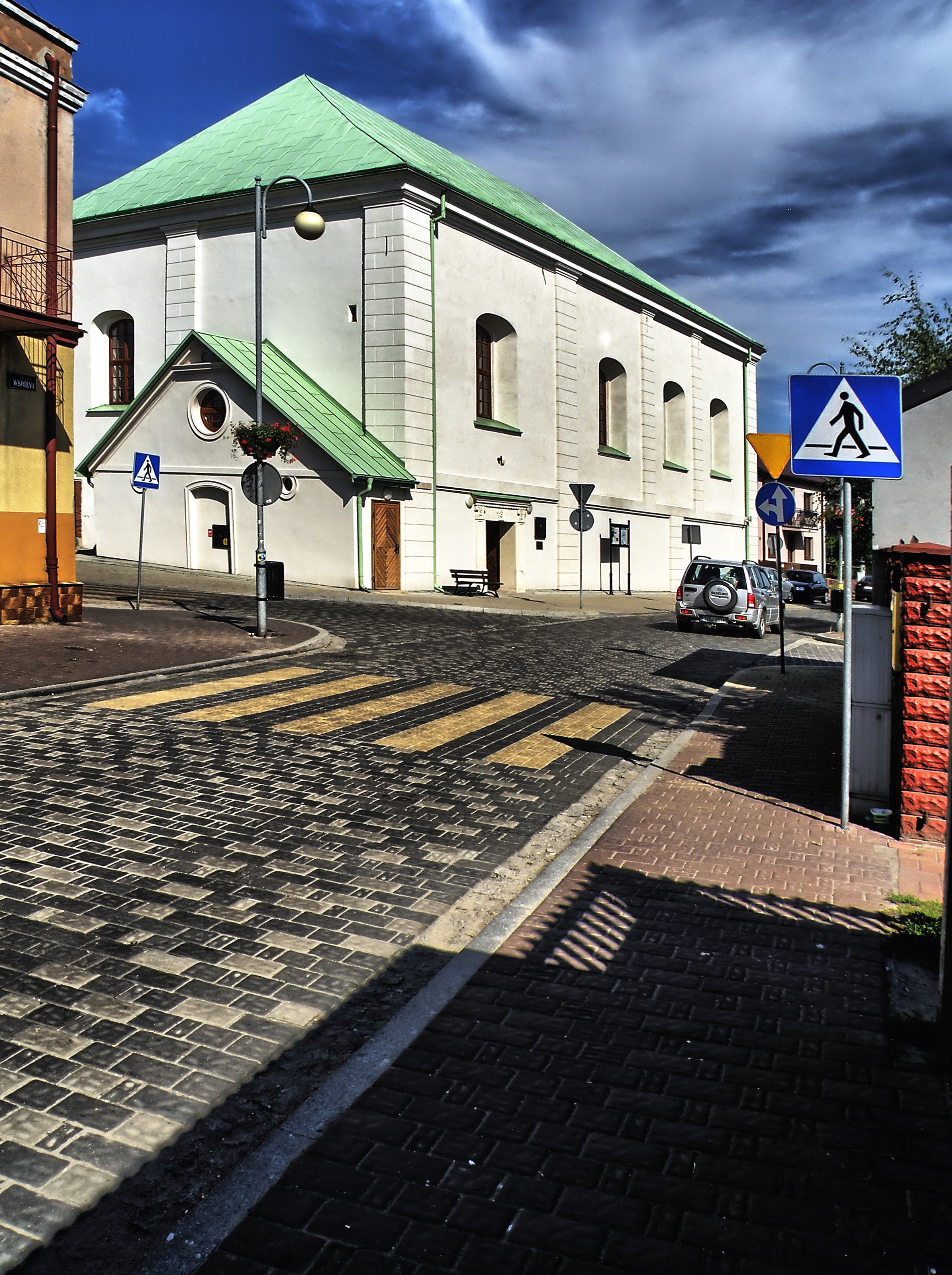
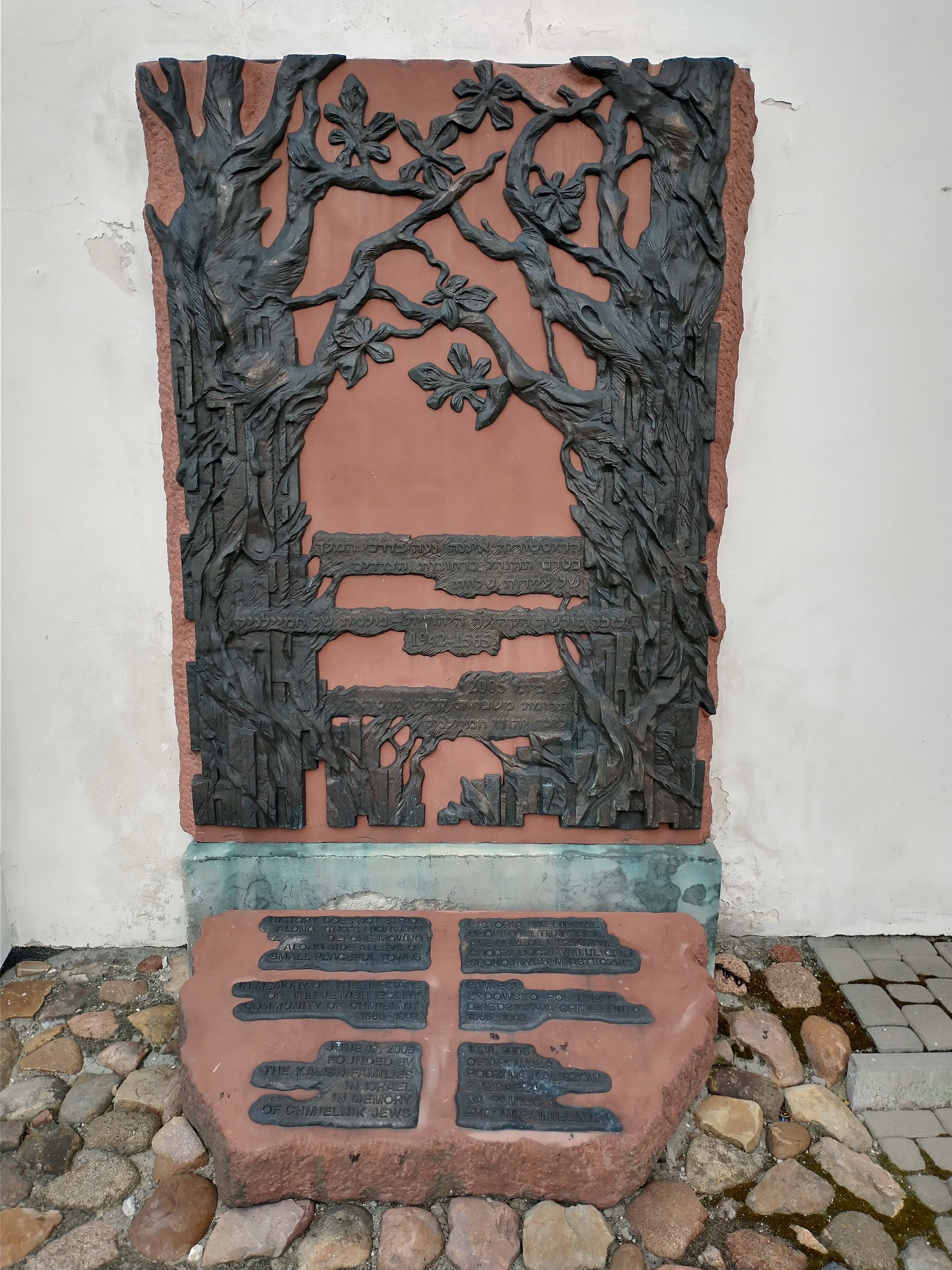
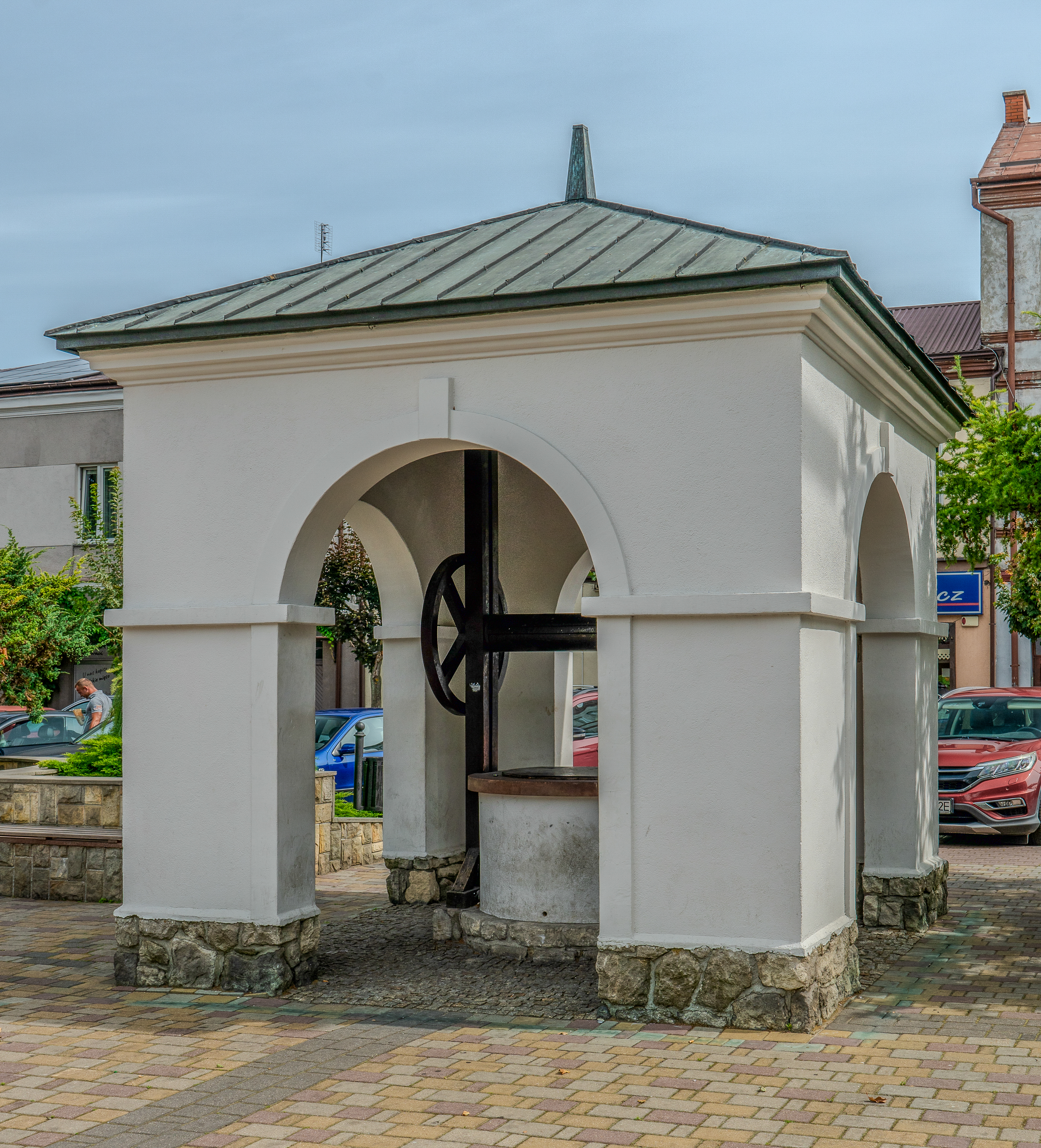
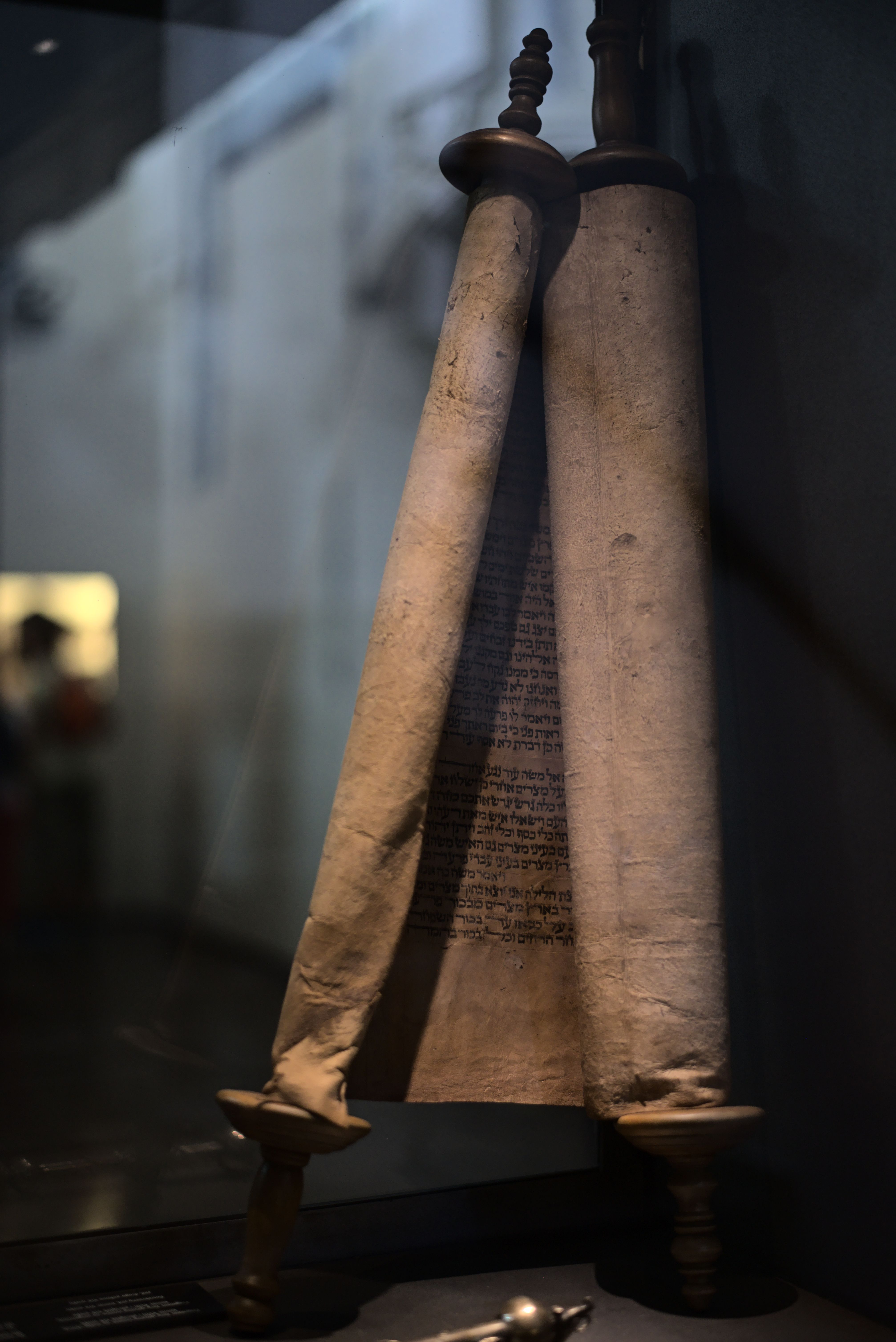
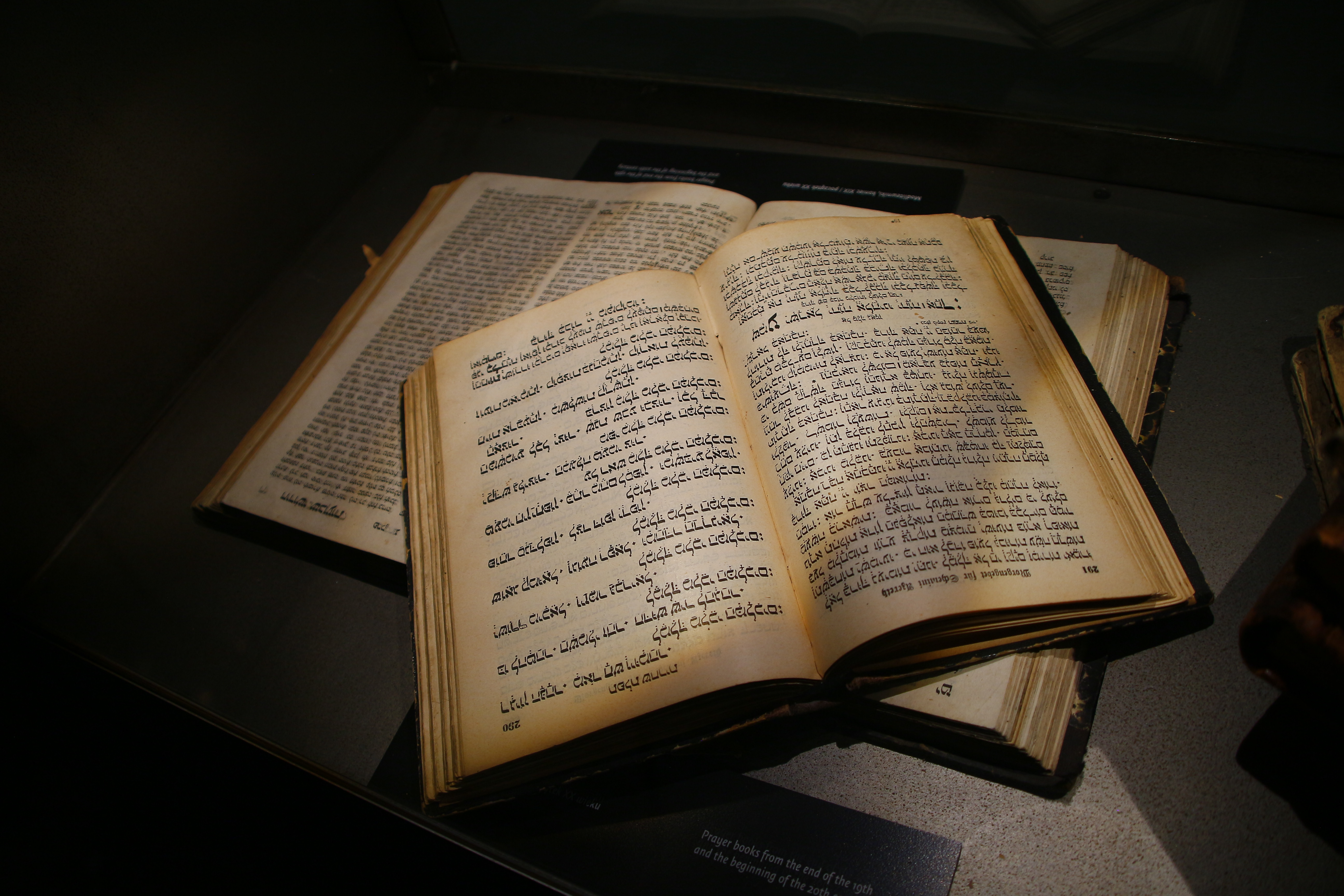
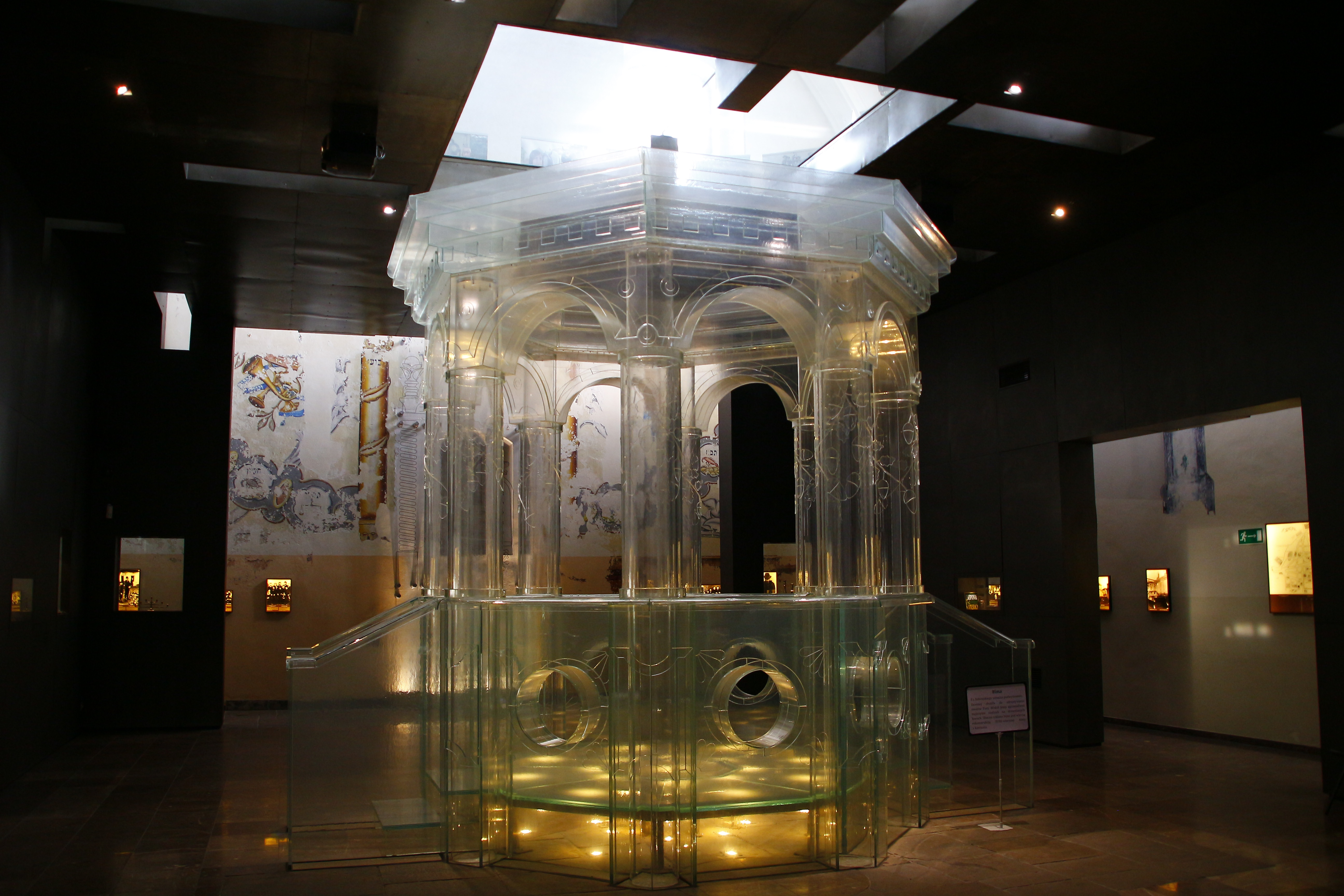
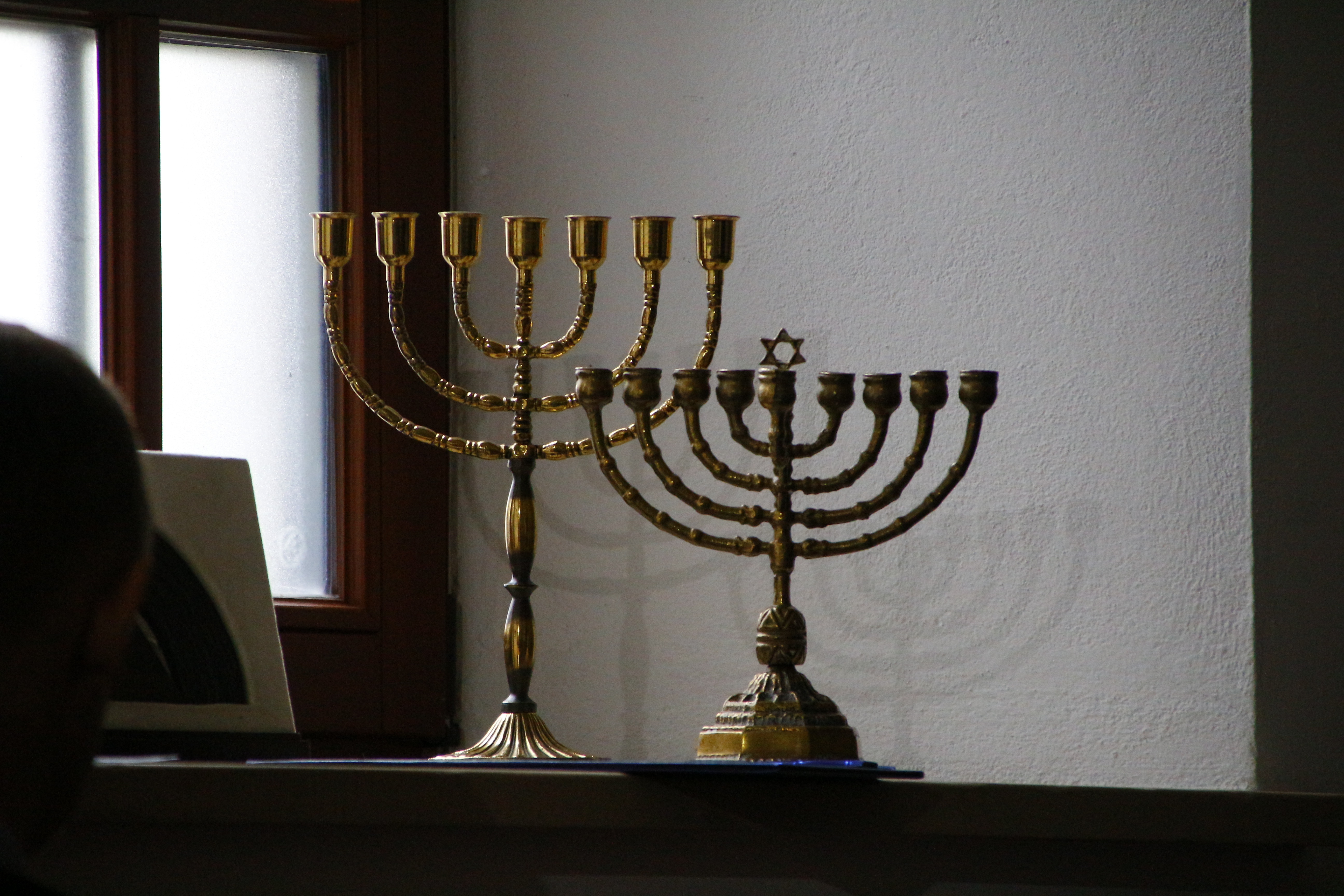
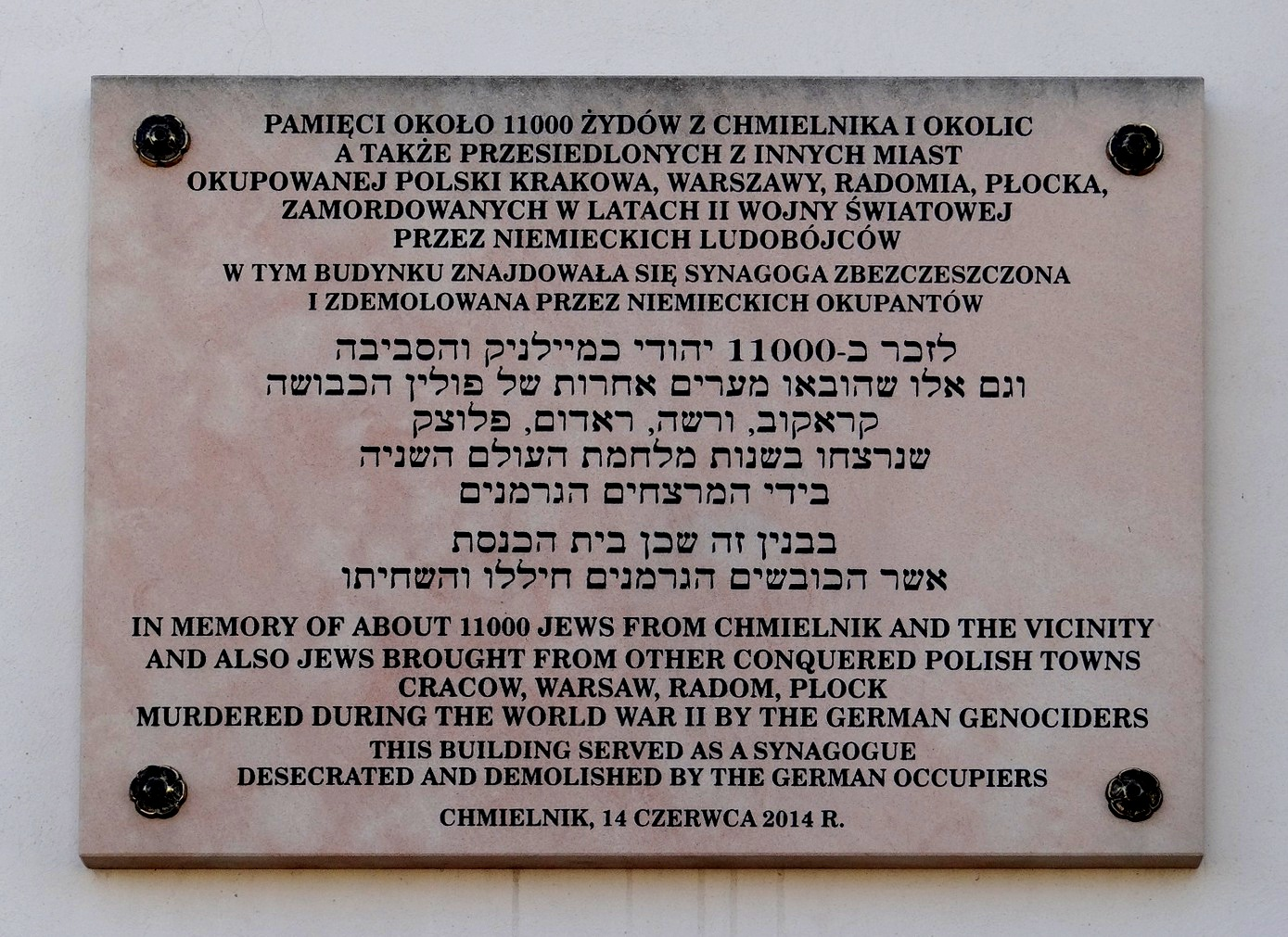
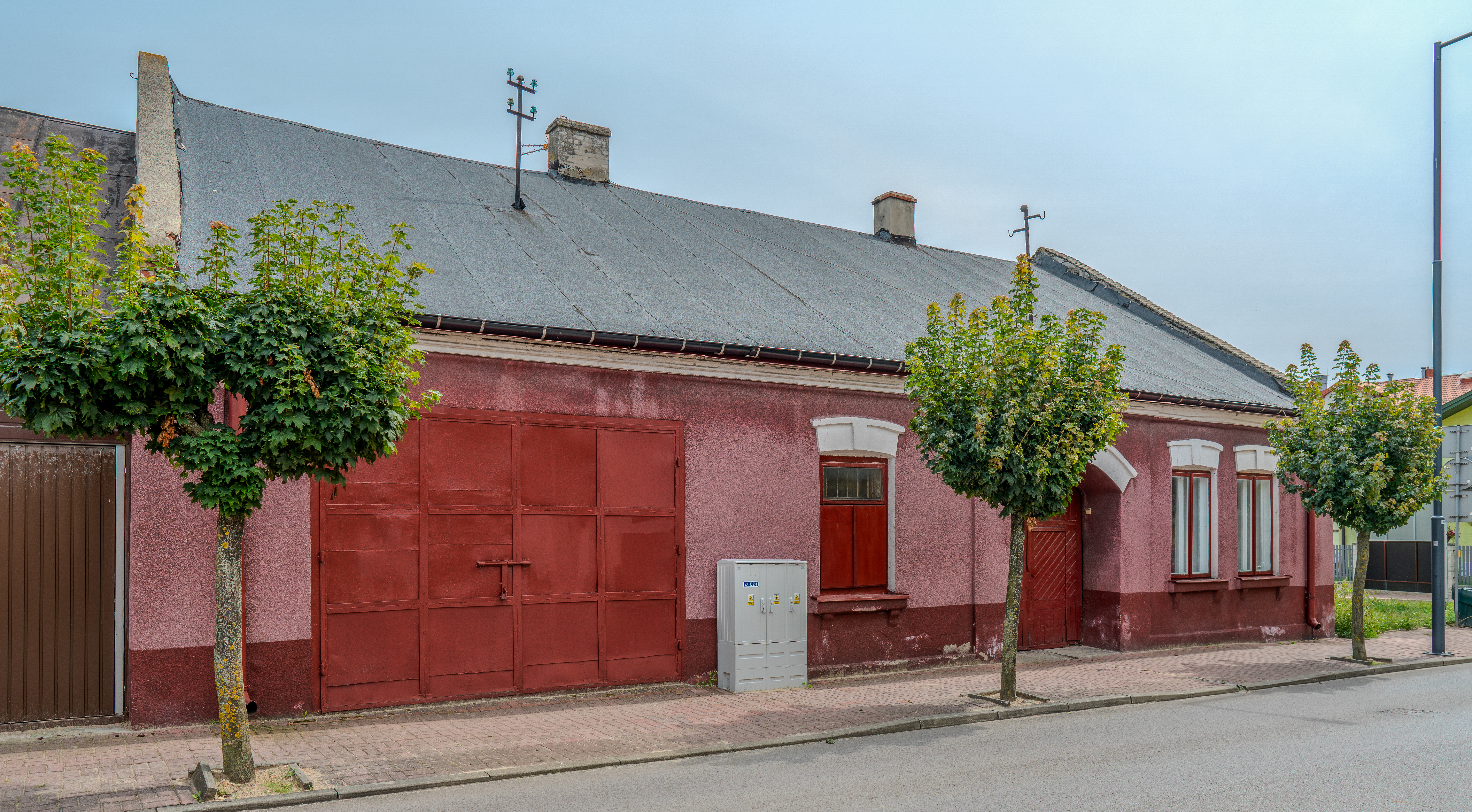
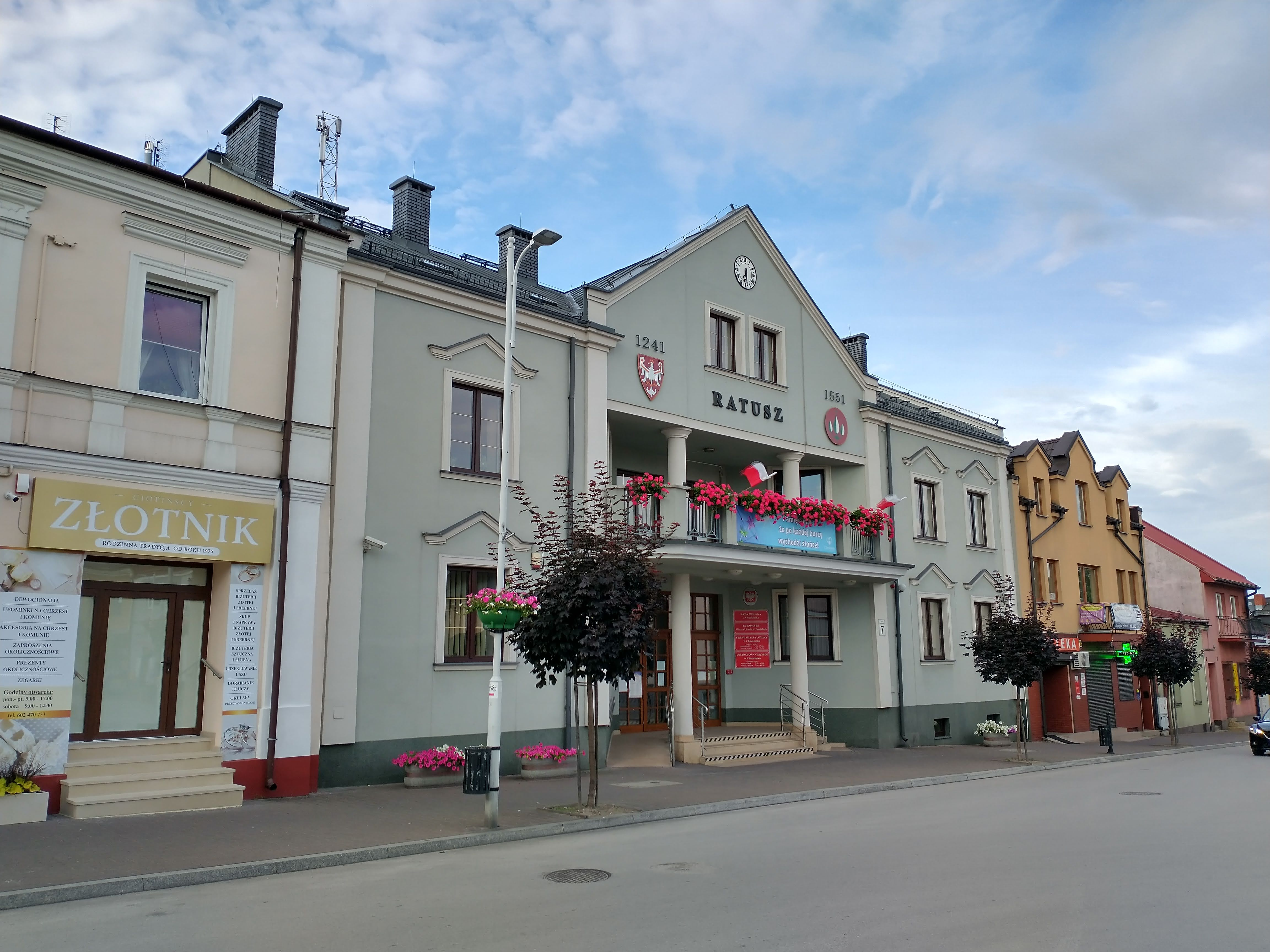
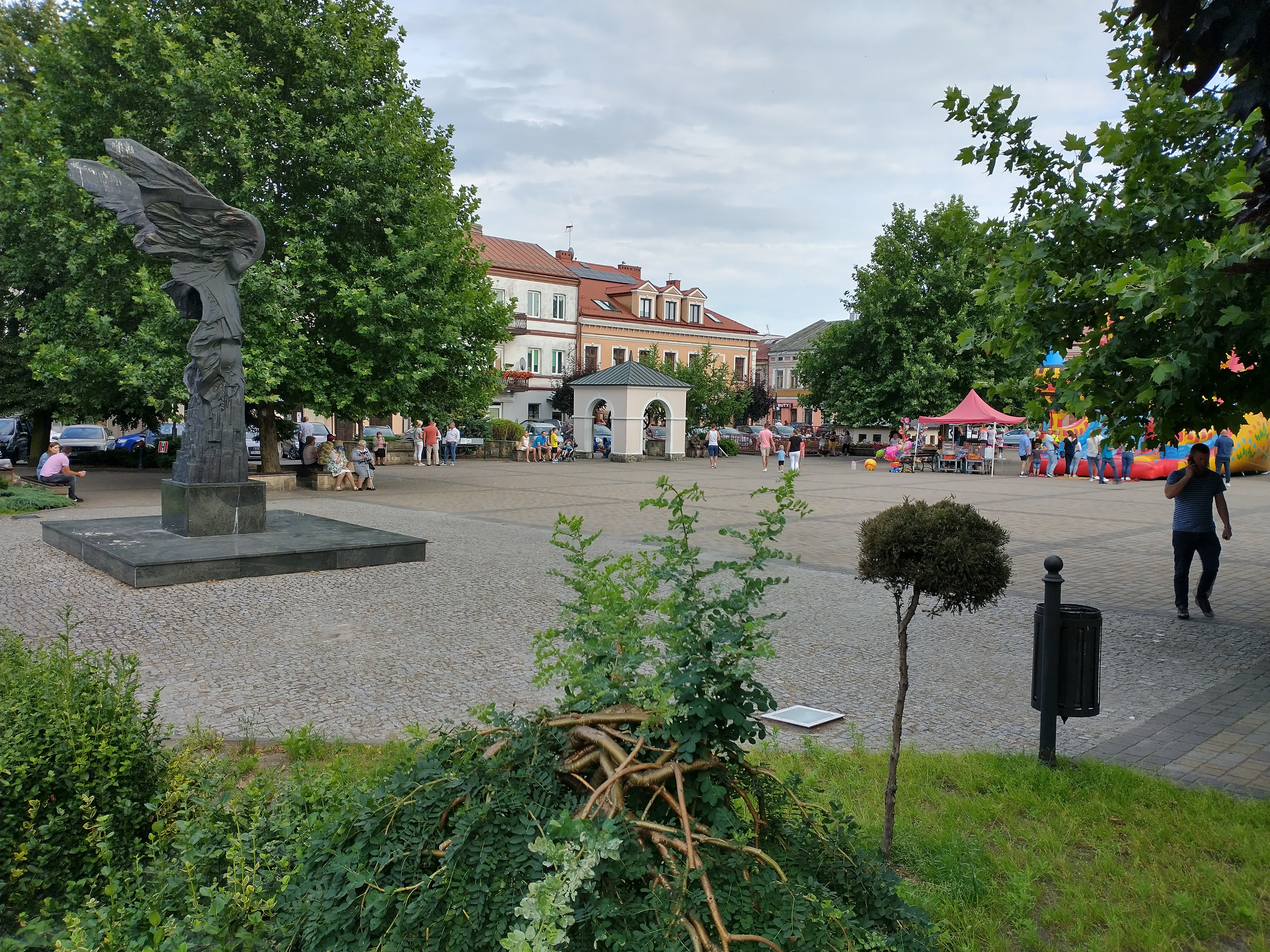

Według danych z 31 grudnia 2010 miasto zajmowało powierzchnię 7,8 km² i liczyło 3891 mieszkańców, z czego liczba mężczyzn wynosiła 1863 osób (47,9%), zaś kobiet – 2028 (52,1%). Gęstość zaludnienia wynosiła 499 osób/km².

## Historia

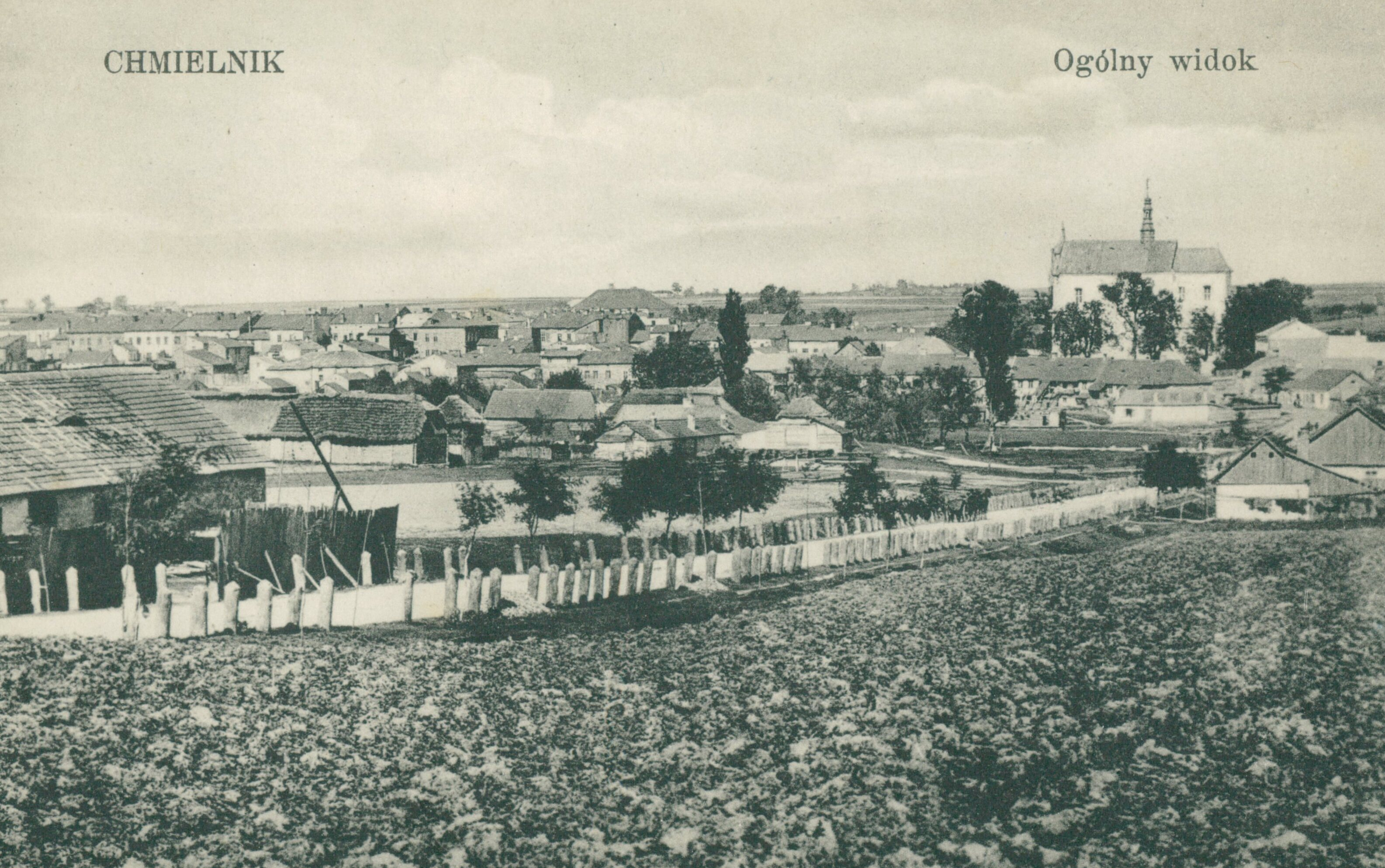
Widok ogólny przed 1920

Pierwsze wzmianki pochodzą z 1241, kiedy to miała miejsce bitwa pod Chmielnikiem z wojskami mongolskimi. Przy trasie na Szydłów znajduje się pamiątkowy obelisk. Początkowo osada będąca własnością książęcą (kasztelania sandomierska), w XIII w. stała się własnością Odrowążów.
Najstarszym zabytkiem Chmielnika jest kościół pw. św. Trójcy z cmentarzem przykościelnym założonym ok. 1356. Obecnie oglądać można jedynie prezbiterium (początki XIV w.) kościoła zniszczonego w okresie reformacji.
W czasach najazdów tatarskich Chmielnik był własnością Oleśnickich. Ich staraniom Chmielnik zawdzięcza prawa miejskie nadane przez króla Zygmunta Augusta w 1551. Około 1558 ówczesny właściciel miasta Jan Oleśnicki zamienił kościół na zbór kalwiński, zapoczątkowując protestancki epizod miasta. Ostatni proboszcz katolicki został wygnany z miasta około 1562. Nowe miasto Chmielnik usytuowano na wschód od istniejącej wsi o tej samej nazwie (obecnie Przededworze). Pod koniec lat 60. XVI wieku miejscowość stała się centrum braci polskich, którzy mieli tutaj własną szkołę i odbywali synody (ostatni w 1592).
W 1580 król Stefan Batory nadał przywilej organizowania kolejnych jarmarków. Około 1592 właściciele miasteczka przeszli na 
kalwinizm i przekazali budynek zboru swoim współwyznawcom, ale bracia polscy pozostali w miasteczku, jeszcze około 1610 roku synody kalwińskie upominały właścicieli, by nie pozwalali arianom na własne nabożeństwa. Staraniem pastora Franciszka Płachty Secemińskiego większość mieszkańców przeszła na kalwinizm.
W 1630 Chmielnik przeszedł na własność kalwińskiej rodziny Gołuchowskich. Wybudowany w latach 1634–1636 nowy, obszerny i murowany zbór został spalony w okresie potopu szwedzkiego, ale staraniem rodziny Gołuchowskich został odbudowany. W Chmielniku odbywały się w synody kalwińskie, działała też szkoła na bardzo dobrym poziomie.
Zbór kalwiński istniał do roku 1689 kiedy to, po procesie wytoczonym kalwinistom, zamknięto go i szkołę, a budynek kościoła przekazano kościołowi katolickiemu. Choć kalwiniści są notowani w mieście przez jeszcze 30 lat, po zamknięciu zboru miasteczko podupadło.
XVII wieku sięga historia społeczności żydowskiej Chmielnika, w którym, na podstawie przywileju wydanego przez Krzysztofa Gołuchowskiego, zaczęli osiedlać się Żydzi sefardyjscy wygnani z Hiszpanii. Synagoga została wzniesiona w XVIII w. Zajęcie przez Żydów opuszczonych domów i sklepów wygnanych chmielnickich arian (1658) przyczyniło się do dalszego rozwoju ekonomicznego gminy żydowskiej.
Chmielnik był również miastem królewskim. Według księdza Jana Wiśniewskiego (1774) miasto zostało przekazane w darze od Rzeczypospolitej Stanisławowi Augustowi. Król ofiarował je wkrótce księciu Józefowi Poniatowskiemu (bratanek króla, znany z zamiłowania do kart), który w potrzebie finansowej sprzedał Chmielnik wojewodzie inowrocławskiemu – Andrzejowi Moszczeńskiemu. Według najnowszych badań historycznych epizod z podarowaniem miasta Poniatowskiemu nie ma potwierdzenia w źródłach historycznych. Nowy właściciel dokończył rozpoczętą przez Jerzego Ożarowskiego w 1730 trwającą 50 lat budowę nowego kościoła. W 1787 właścicielami Chmielnika zostali Chłapowscy.
Po III rozbiorze Polski (1795) miasto należało do Austrii (prowincja Nowa Galicja). W latach 1809–1815 w Księstwie Warszawskim, następnie w Królestwie Polskim.
W 1829 ostatni z Chłapowskich – Dezydery sprzedał Chmielnik Kazimierzowi Tańskiemu. Własnością tej rodziny majątek ziemski pozostał do 1945.
W dniu 20 stycznia 1864 miała w Chmielniku miejsce potyczka Powstania Styczniowego. Powstańcami dowodził major Rumowski (Wagner).
W 1922 w Chmielniku powstał Bank Kupiecki, którego prezesem został handlowiec Herman Leszman.
13 stycznia 1945 roku do miasta wkroczyły oddziały 52 Armii I Frontu Ukraińskiego Armii Czerwonej. Fakt ten upamiętniał Pomnik Wdzięczności postawiony na rynku miasta.
W 1991 zmieniono nazwę ulicy Obronców Stalingradu na ulicę Wincentego Witosa.

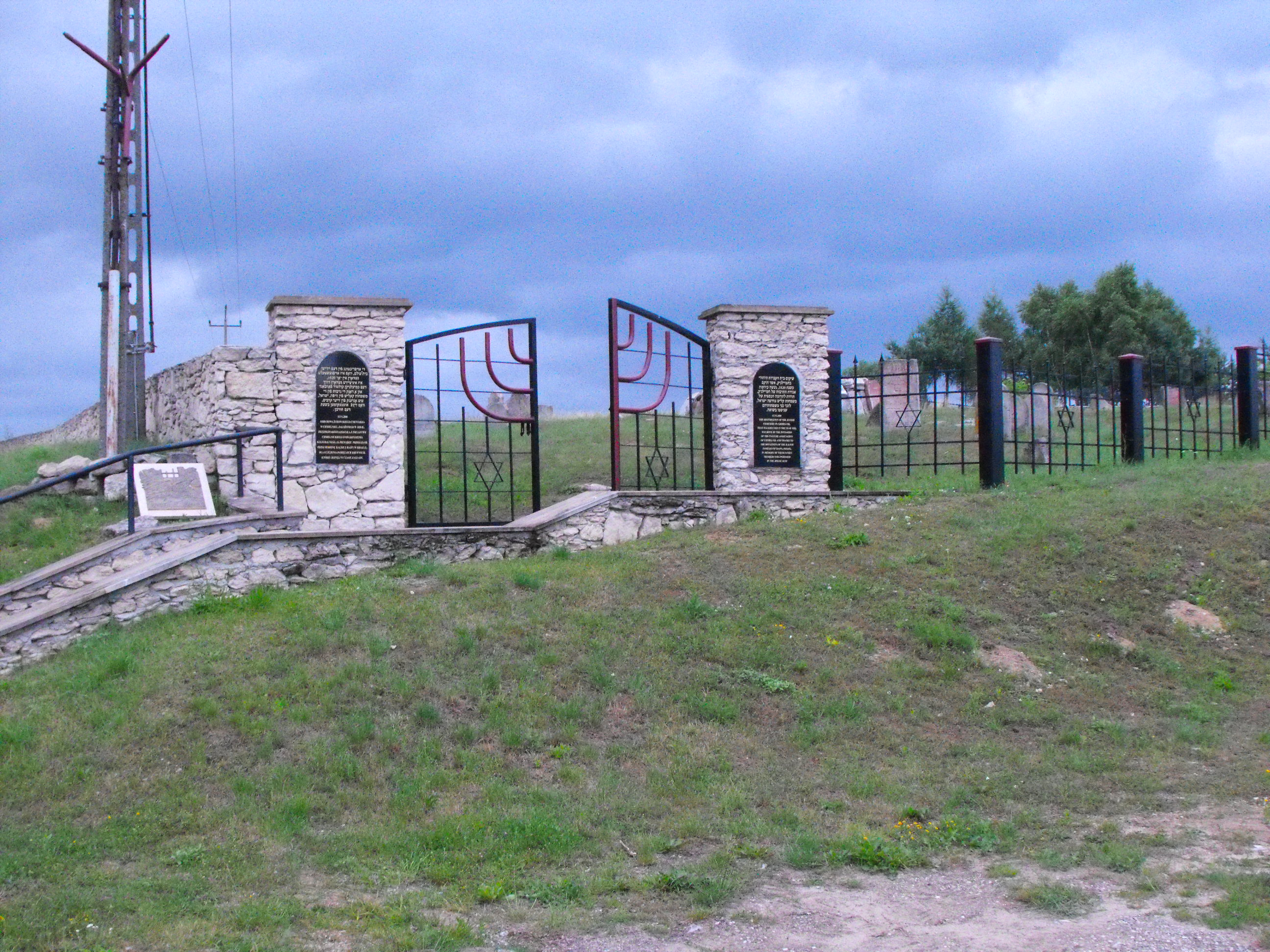
Nowy cmentarz żydowski – brama wejściowa

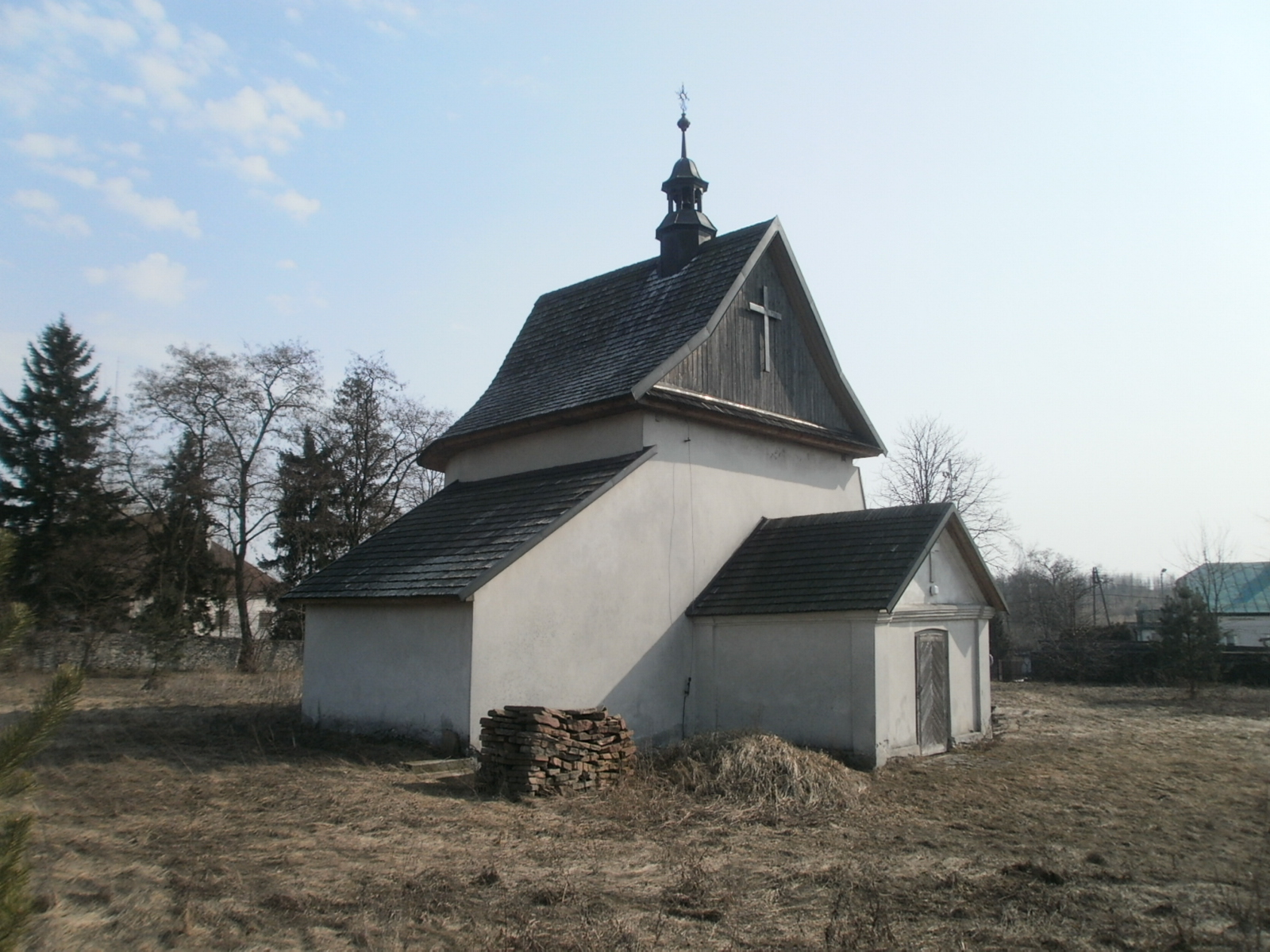
Kościół pw. Świętej Trójcy

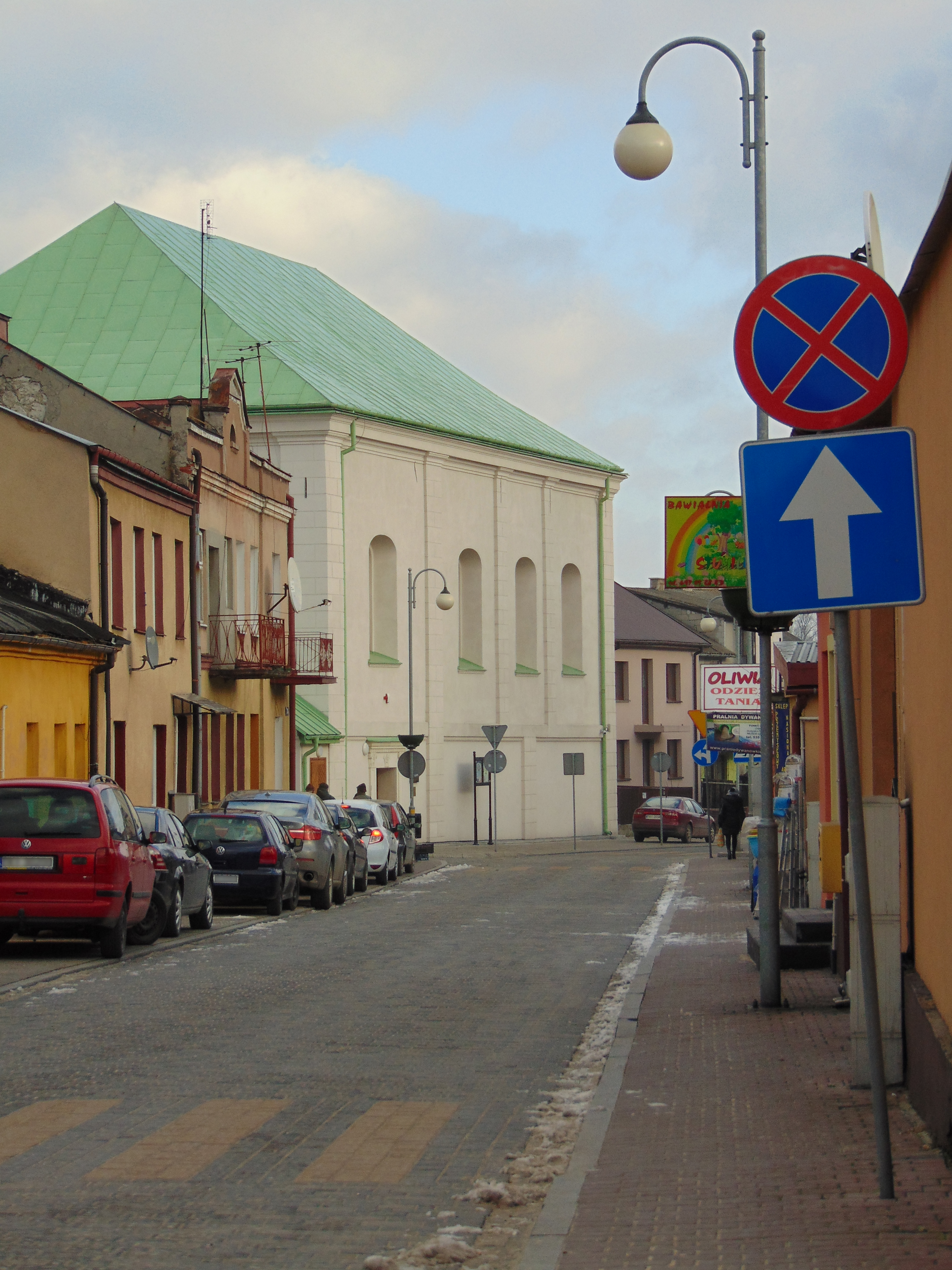
Synagoga, obecnie Ośrodek Edukacyjno-Muzealny „Świętokrzyski Sztetl”

## Zabytki
Zabytki wpisane do rejestru zabytków nieruchomych:
- kościół parafialny pw. Niepokalanego Poczęcia NMP wraz z dzwonnicą i cmentarzem kościelnym (nr rej.: A.273/1-3 z 7.11.1947, z 2.10.1956 i z 21.02.1966),
- kościół filialny pw. Świętej Trójcy z końca XVI w., przebudowany w połowie XVII w. (nr rej.: 239 z 2.10.1956 oraz 118 z 21.02.1966),
- synagoga, ul. Wspólna 14, z 1630 r., przebudowana w 1942 r. (nr rej.: A.275 z 8.02.1958 i z 21.02.1966),
- kamienica, ul. Jana Pawła II 4, z II połowy XIX w. (nr rej.: A.276 z 6.08.1991),
- dom, ul. Konopnickiej 5, z 1901 r. (nr rej.: A.277 z 5.08.1991),
- kamienica, pl. Kościuszki 8, z I połowy XIX w. (nr rej.: A.278 z 10.05.1991),
- willa, ul. Polna 9, z 1928 r. (nr rej.: A.279 z 16.07.1991),
- kamienica, Rynek 1, z II połowy XIX w. (nr rej.: A.280 z 8.05.1991),
- kamienica, Rynek 3, z I połowy XIX w. (nr rej.: A.281 z 4.04.1991),
- kamienica, Rynek 4, z I połowy XIX w. (nr rej.: A.282 z 4.04.1991),
- kamienica, Rynek 9, z II połowy XIX w. (nr rej.: A.283 z 10.05.1991),
- kamienica, Rynek 11 i 12 / ul. Wolności 2, z I połowy XIX w. (nr rej.: A.284 z 10.05.1991),
- kamienica, Rynek 13a i 13b, z II połowy XIX w. (nr rej.: A.285 z 10.05.1991),
- kamienica, Rynek 14 i 15, z I połowy XIX w. (nr rej.: A.286 z 10.05.1991),
- kamienica, Rynek 16, z II połowy XIX w. (nr rej.: A.287 z 8.05.1991),
- dawny zajazd, Rynek 26, z I połowy XIX w. (nr rej.: A.288 z 8.05.1991),
- kamienica, ul. Sienkiewicza 3, z końca XIX w. (nr rej.: A.8289 z 8.05.1991),
- dom, ul. 13 Stycznia 12, z II połowy XIX w. (nr rej.: A.290 z 16.07.1991),
- zespół willowy, ul. 13 Stycznia 43 (willa, dwie oficyny i ogród) z 1900 r. (nr rej.: A.291 z 18.07.1991),
- dom, ul. Szydłowska 10, z 1888 r. (nr rej.: A.292 z 17.07.1991),
- dawny hotel, ul. Szydłowska 27/29, z końca XIX w. (nr rej.: A.293 z 16.07.1991),
- kamienica, ul. Wolności 8, z II połowy XIX w. (nr rej.: A.294 z 10.05.1991).

## Osiedla
Chmielnik dzieli się na cztery osiedla – Słoneczne, Sady, ulicę Piastów (kiedyś osiedle „22 Lipca”) oraz Dygasińskiego. W obecnej chwili powstaje kolejne osiedle o nazwie „Za kościółkiem”, znajdujące się w północno-zachodniej części miasta.

## Wspólnoty wyznaniowe
- Kościół rzymskokatolicki:
  - parafia Niepokalanego Poczęcia Najświętszej Maryi Panny
- Świadkowie Jehowy:
  - zbór Chmielnik (Sala Królestwa ul Mickiewicza 2)[14].

## Sport
W mieście działa klub piłki nożnej, Zenit Chmielnik, założony w 1946 roku.

## Burmistrzowie Chmielnika
- Marian Stradomski (1990-1993)
- Jarosław Zatorski (1993-2014)
- Paweł Wójcik (2014-nadal)[16]